# لالیچ (صربستان)
لالیچ (به صربی: Lalić) یک منطقهٔ مسکونی در صربستان است که در استان خودمختار وویوودینا واقع شده‌است. لالیچ ۱٬۶۴۶ نفر جمعیت دارد.